# Ponědrážka
Ponědrážka (en allemand : Poniedraschko) est une commune du district de Jindřichův Hradec, dans la région de Bohême-du-Sud, en République tchèque. Sa population s'élevait à 83 habitants en 2020.

## Géographie
Ponědrážka se trouve à 14 km au sud de Soběslav, à 23 km à l'ouest de Jindřichův Hradec, à 25 km au nord-est de České Budějovice et à 107 km au sud-sud-est de Prague.
La commune est limitée par Veselí nad Lužnicí au nord, par Vlkov et Val à l'est, par Ponědraž au sud, et par Dynín et Bošilec à l'ouest.

## Histoire
La première mention écrite du village date de 1439.

## Galerie

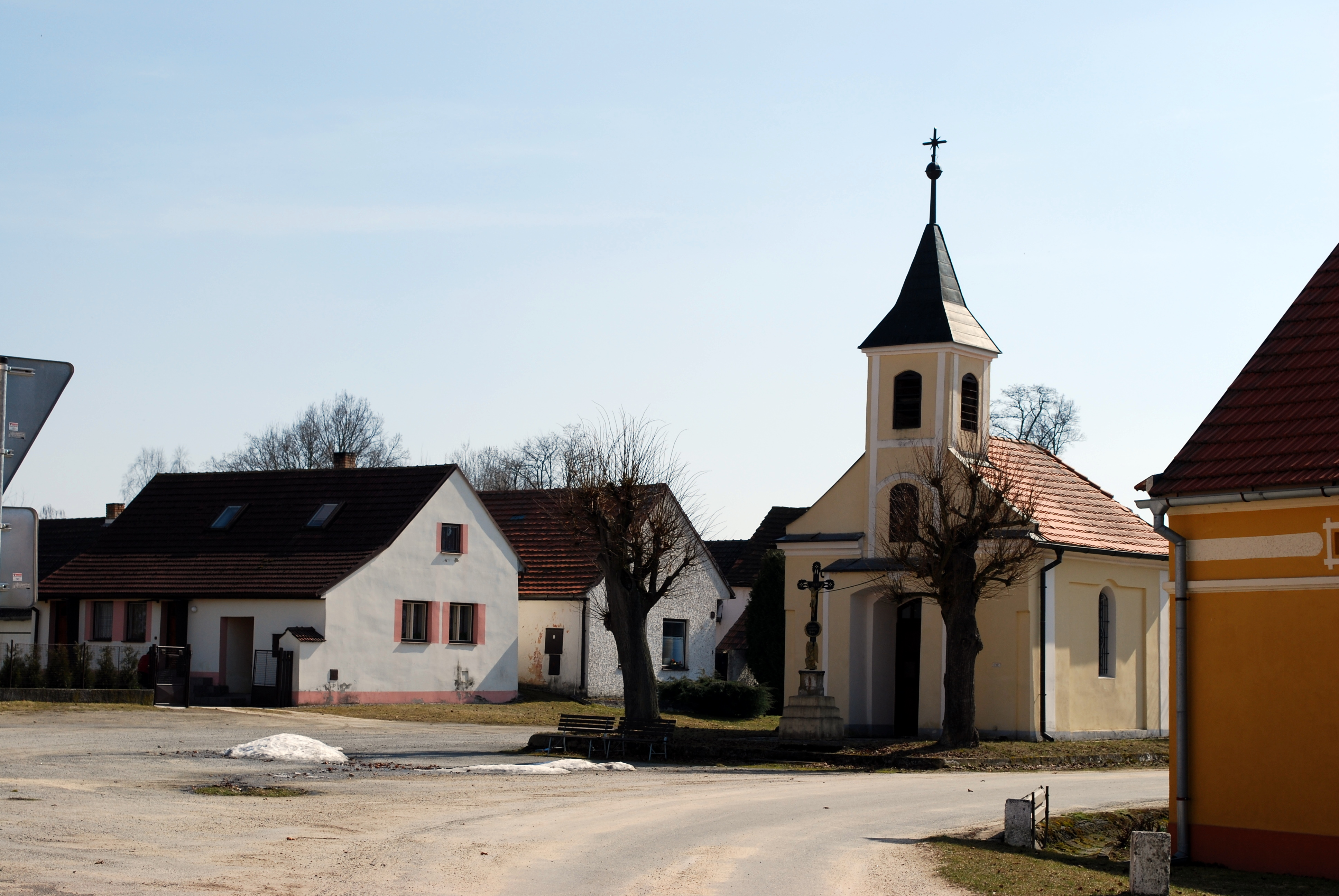
Place centrale du village.
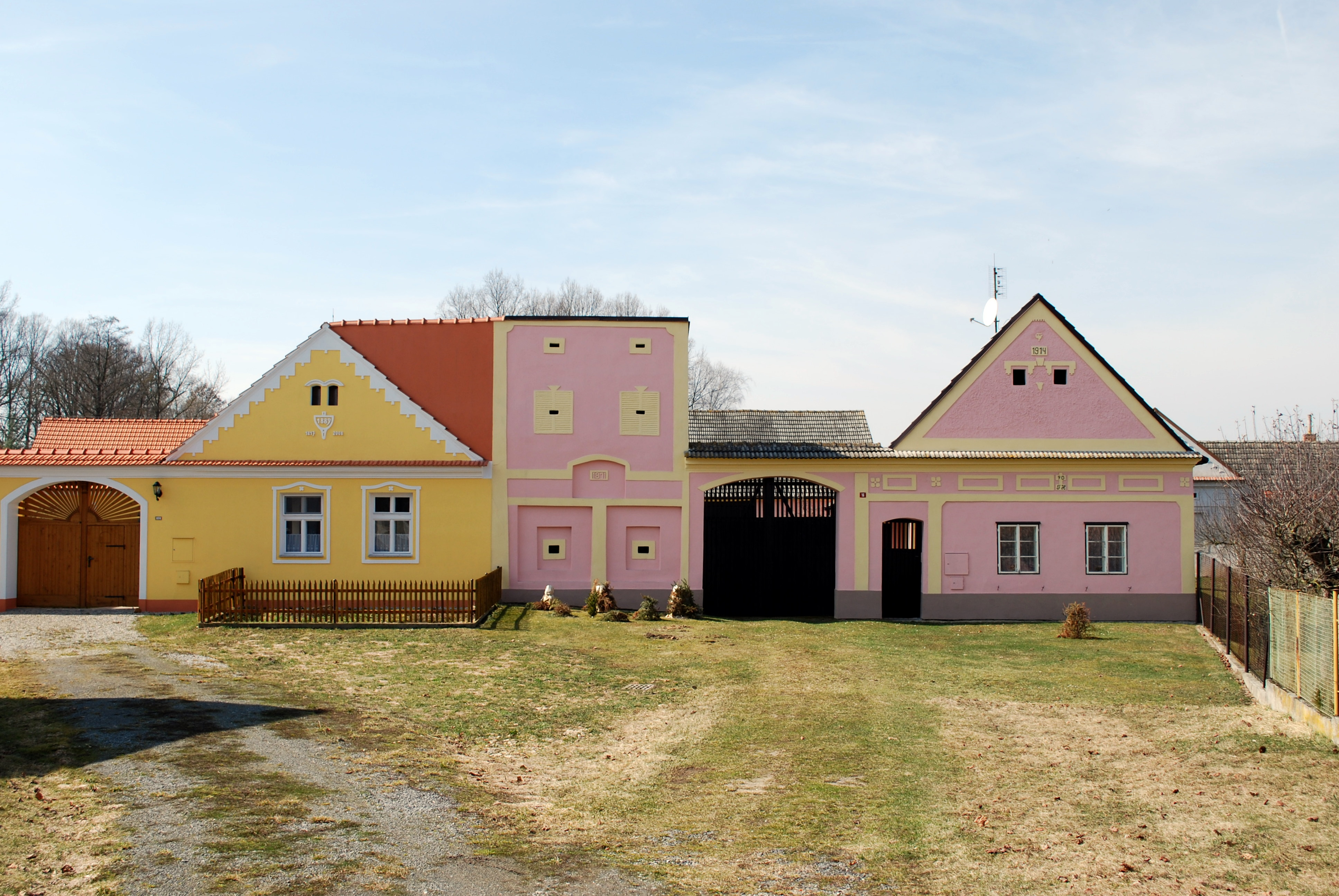
Architecture rurale traditionnelle.